# Alexis Vuillermoz
Alexis Vuillermoz (Saint-Claude, Jura, 1 de juny de 1988) és un ciclista francès que s'inicià en el ciclisme de muntanya i que a partir del 2013 passà a la carretera. Professional des del 2013, de la mà de l'equip Saur-Sojasun, el 2014 fitxà per l'AG2R-La Mondiale. Des del 2021 corre a l'equip Team TotalEnergies fins a la seva retirada en 2024. En el seu palmarès destaca una etapa al Tour de França del 2015.

## Palmarès en ruta
- 2014
  - Vencedor d'una etapa al Tour del Gavaudan Llenguadoc-Rosselló
- 2015
  - 1r al Gran Premi de Plumelec-Morbihan
  - 1r l'International Road Cycling Challenge
  - Vencedor d'una etapa al Tour de França
  - Vencedor d'una etapa al Tour del Gavaudan Llenguadoc-Rosselló
- 2017
  - 1r al Gran Premi de Plumelec-Morbihan
  - 1r al Tour del Llemosí i vencedor d'una etapa
- 2019
  - 1r a La Drôme Classic
- 2022
  - Vencedor d'una etapa al Critèrium del Dauphiné

### Resultats al Tour de França
- 2013. 46è de la classificació general
- 2015. 134è de la classificació general. Vencedor de la 8a etapa
- 2016. 20è de la classificació general
- 2017. 13è de la classificació general
- 2018. No surt (10a etapa)
- 2019. 41è de la classificació general
- 2020. 35è de la classificació general
- 2022. No surt (10a etapa)

### Resultats al Giro d'Itàlia
- 2014. 11è de la classificació general
- 2019. 29è de la classificació general

## Palmarès en ciclisme de muntanya
- 2006
  -  Campió de França en Camp a través júnior
- 2008
  -  Campió del món en Camp a través per relleus, amb Arnaud Jouffroy, Laurence Leboucher i Jean-Christophe Péraud
  -  Campió d'Europa en Camp a través per relleus, amb Arnaud Jouffroy, Laurence Leboucher i Jean-Christophe Péraud
- 2009
  -  Campió de França en Camp a través sub-23
  -  Medalla de plata al Campionat del món en Camp a través sub-23
- 2010
  -  Campió de França en Camp a través sub-23